# Jasski
Jasski (ros. Ясски) – wieś (ros. деревня, trb. dieriewnia) w zachodniej Rosji, w wołosti Szełonskaja (osiedle wiejskie) rejonu diedowiczskiego w obwodzie pskowskim. Do 2015 roku była centrum administracyjnym wołosti.

## Geografia
Miejscowość położona jest nad rzeką Lipnia, 10,5 km od centrum administracyjnego osiedla wiejskiego (Dubiszno), 11 km od centrum administracyjnego rejonu (Diedowiczi), 111 km od stolicy obwodu (Psków).
W granicach miejscowości znajdują się ulice: Centralnaja, zaułek Lesnoj, zaułek Sirieniewyj, zaułek Sołniecznyj, zaułek Szkolnyj, Wysokaja.

## Demografia
W 2010 r. miejscowość zamieszkiwały 152 osoby.